# Anacoreta (Fortuny, 22034-G)
Anacoreta és un gravat (aiguafort sobre paper) de 37 × 50,2 cm realitzat per Marià Fortuny i Marsal cap a 1869, el qual es troba al Museu Nacional d'Art de Catalunya.

## Context històric i artístic
Després d'uns inicis com a il·lustrador de llibres durant el període de formació a Barcelona, Fortuny va continuar la seua activitat com a gravador i va esdevenir un dels grans especialistes del segle xix en el conreu de la tècnica de l'aiguafort. Moltes de les seues estampes reflecteixen un sentiment d'admiració, sovint convertit en una influència figurativa i compositiva, envers els grans mestres del gravat europeu, entre els quals sobresurt d'una forma especial la figura de Francisco de Goya. Tanmateix, Fortuny sempre va saber transformar la presència d'aquesta tradició en un estímul molt fructífer per a la seua creativitat i mai no va derivar cap a propostes imitatives que limitessin un talent tan fecund i original.
Fou una donació de Cecília de Madrazo i Marià Fortuny i de Madrazo (muller i fill de l'artista) l'any 1924 i el seu número del catàleg al museu és 22034-G.

## Descripció
En aquesta estampa (de la qual va fer moltes proves d'estat amb la intenció d'experimentar efectes de clarobscur d'una extraordinària bellesa poètica i d'un lirisme incomparable) s'acusa una dependència dels models temàtics del pintor i gravador Josep de Ribera. La relació és particularment perceptible si es compara la composició gravada per Fortuny amb un Sant Jeroni gravat per l'artista valencià. En totes dues obres s'observen aspectes coincidents que es fan més palesos en el protagonista de la composició, la figura desnodrida d'un penitent, que en el cas del gravat de Fortuny accentua un sentiment de solitud, de desemparament, davant d'un paisatge gairebé desèrtic que adquireix unes característiques crepusculars i esdevé un dels grans protagonistes compositius.